# Absolutego
| Оценки критиков | Оценки критиков |
| Источник        | Оценка          |
| --------------- | --------------- |
| Allmusic        | [ 1 ]           |

Absolutego — дебютный студийный альбом японской экспериментальной группы Boris, выпущенный в 1996 году на лейбле Fangs Anal Satan. На создание этого альбома музыкантов вдохновляло творчество таких коллективов, как Melvins и, более всего, Earth. Если не считать коллаборацию с группой Merzbow Sun Baked Snow Cave, это единственная запись Boris, состоящая из одной композиции, то есть не разбитая на отдельные треки. Одноимённый трек также появляется в альбоме 2017 года Dear.
В 2001 году на лейбле Southern Lord Records вышло переиздание альбома, замедленный ремастер с альтернативной обложкой. Название тоже несколько изменилось: s Absolutego+ (Special Low Frequency Version), как дань уважения другому знаковому альбому жанра Earth 2. В переиздание также вошёл бонус-трек, записанный в 1997 году; его название четырьмя годами позже будет использовано для одноимённого альбома Dronedevil (2005). Подобный тренд с одинаковыми названиями продолжится с альбомами Heavy Rocks (2002) и Heavy Rocks (2011).
В 2011 году на том же лейбле Southern Lord Records выпущенный ранее ремастер вышел уже на виниле с новым оформлением и обложкой; заглавный трек был поделён на 4 части (на каждую сторону двух пластинок); четвёртая сторона содержит заключительные 9:35 композиции плюс бонусный трек «Dronevil 2».

## Список треков
| №                   | Название            | Длительность |
| ------------------- | ------------------- | ------------ |
| 1.                  | «Absolutego»        | 60:15        |
| Общая длительность: | Общая длительность: | 60:15        |

| №                   | Название            | Длительность |
| ------------------- | ------------------- | ------------ |
| 1.                  | «Absolutego»        | 65:34        |
| 2.                  | «Dronevil 2»        | 7:50         |
| Общая длительность: | Общая длительность: | 73:24        |

## Участники записи
На всех релизах вплоть до Amplifier Worship, Takeshi был обозначен как «Ohtani»; это было исправлено на переиздании альбома в 2001 году.
- Atsuo — вокал, барабаны (на Dronevil 2)
- Takeshi — бас-гитара
- Wata — гитара
- Nagata — барабаны
- Kakinuma — запись
- Boris — продакшн
- Just Play Design Uechi — обложка и оформление